# J. League Division 1 2006
La temporada de 2006 de la J. League fue el decimocuarto campeonato profesional de Japón celebrado en el país. Tuvo lugar desde el 4 de marzo hasta el 2 de diciembre de 2006, y contó con dieciocho equipos en J1 y trece en J2 tras el debut del Ehime FC.
El vencedor de ese año fue Urawa Red Diamonds.

## Ascensos y descensos
| Pos | Ascendidos de la J. League Division 2 2005 |
| --- | ------------------------------------------ |
| 1.º | Kyoto Purple Sanga                         |
| 2.º | Avispa Fukuoka                             |
| 3.º | Ventforet Kofu                             |

| Pos  | Descendidos en la temporada 2005 |
| ---- | -------------------------------- |
| 16.º | Kashiwa Reysol                   |
| 17.º | Tokyo Verdy 1969                 |
| 18.º | Vissel Kobe                      |

## Sistema del campeonato
A los equipos del año anterior hay que sumar un debutante, Ehime FC, procedente de la semiprofesional JFL. El campeón de liga se clasifica para la Liga de Campeones de la AFC y la Copa A3 En cuanto al descenso, los dos últimos perdían la categoría mientras que el antepenúltimo disputaba una promoción a ida y vuelta frente al tercer clasificado de la J2.

### Equipos de la J. League 1
| - Albirex Niigata - Avispa Fukuoka - Cerezo Osaka - FC Tokyo - JEF United Ichihara Chiba - Gamba Osaka |  | - Júbilo Iwata - Kashima Antlers - Kawasaki Frontale - Kyoto Purple Sanga - Nagoya Grampus Eight - Oita Trinita |  | - Omiya Ardija - Sanfrecce Hiroshima - Shimizu S-Pulse - Urawa Red Diamonds - Ventforet Kofu - Yokohama F. Marinos |

### Equipos de la J. League 2
| - Consadole Sapporo - Ehime FC - Kashiwa Reysol - Mito HollyHock - Montedio Yamagata |  | - Sagan Tosu - Shonan Bellmare - Thespa Kusatsu - Tokushima Vortis |  | - Tokyo Verdy 1969 - Vegalta Sendai - Vissel Kobe - Yokohama FC |

El sistema de competición en la J1 y la J2 es de liga regular. La J1 disputaba ida y vuelta, mientras que la J2 jugaba el doble de partidos (cuatro fases) con dos idas y dos vueltas. El sistema de puntuación es 3 puntos por victoria, 1 por empate y 0 por la derrota.

## J. League 1
Durante la edición de la J1 se disputó la Copa Mundial de Fútbol de 2006, en la que Japón no logró pasar de la fase de grupos. Hubo una serie de altibajos reflejada en la asistencia a los estadios: por un lado, el tramo final de campeonato fue cosa de tres equipos, y por otra parte los descensos se resolvieron pronto y no hubo una lucha por la permanencia.
El campeonato estuvo dominado por Urawa Red Diamonds, que se hizo con la Copa del Emperador de ese mismo año y con el refuerzo del delantero brasileño Washington. La revelación fue Kawasaki Frontale, recién ascendido de la J2 y que suponía un avance del fútbol japonés al ser el primer equipo surgido de la segunda categoría en luchar por el título. El tercer club fue Gamba Osaka, que trató de revalidar el título obtenido. Al estar Urawa ya clasificado para la Liga de Campeones, Kawasaki Frontale logró una plaza en esa competición.
Urawa Red Diamonds se hizo finalmente con el título de Liga. Descendieron Kyoto Purple Sanga y Cerezo Osaka, que la pasada temporada estuvo a punto de vencer en la J1. Avispa Fukuoka jugaría la promoción por la permanencia.

### Clasificación
| Pos. | Equipo                 | Pts. | PJ | G  | E  | P  | GF | GC | Dif. | Clasificación o descenso                                                           |
| ---- | ---------------------- | ---- | -- | -- | -- | -- | -- | -- | ---- | ---------------------------------------------------------------------------------- |
| 1    | Urawa Red Diamonds (C) | 72   | 34 | 22 | 6  | 6  | 67 | 28 | +39  | Clasificado a la Liga de Campeones de la AFC 2007 y a la Copa de Campeones A3 2007 |
| 2    | Kawasaki Frontale      | 67   | 34 | 20 | 7  | 7  | 84 | 55 | +29  | Clasificado a la Liga de Campeones de la AFC 2007                                  |
| 3    | Gamba Osaka            | 66   | 34 | 20 | 6  | 8  | 80 | 48 | +32  |                                                                                    |
| 4    | Shimizu S-Pulse        | 60   | 34 | 18 | 6  | 10 | 60 | 41 | +19  |                                                                                    |
| 5    | Júbilo Iwata           | 58   | 34 | 17 | 7  | 10 | 68 | 51 | +17  |                                                                                    |
| 6    | Kashima Antlers        | 58   | 34 | 18 | 4  | 12 | 62 | 53 | +9   |                                                                                    |
| 7    | Nagoya Grampus Eight   | 48   | 34 | 13 | 9  | 12 | 51 | 49 | +2   |                                                                                    |
| 8    | Oita Trinita           | 47   | 34 | 13 | 8  | 13 | 47 | 45 | +2   |                                                                                    |
| 9    | Yokohama F. Marinos    | 45   | 34 | 13 | 6  | 15 | 49 | 43 | +6   |                                                                                    |
| 10   | Sanfrecce Hiroshima    | 45   | 34 | 13 | 6  | 15 | 50 | 56 | −6   |                                                                                    |
| 11   | JEF United Chiba       | 44   | 34 | 13 | 5  | 16 | 57 | 58 | −1   |                                                                                    |
| 12   | Omiya Ardija           | 44   | 34 | 13 | 5  | 16 | 43 | 55 | −12  |                                                                                    |
| 13   | F.C. Tokyo             | 43   | 34 | 13 | 4  | 17 | 56 | 65 | −9   |                                                                                    |
| 14   | Albirex Niigata        | 42   | 34 | 12 | 6  | 16 | 46 | 65 | −19  |                                                                                    |
| 15   | Ventforet Kofu         | 42   | 34 | 12 | 6  | 16 | 42 | 64 | −22  |                                                                                    |
| 16   | Avispa Fukuoka         | 27   | 34 | 5  | 12 | 17 | 32 | 56 | −24  | Promoción J1/J2                                                                    |
| 17   | Cerezo Osaka           | 27   | 34 | 6  | 9  | 19 | 44 | 70 | −26  | Descendido a J. League Division 2 2007                                             |
| 18   | Kyoto Purple Sanga     | 22   | 34 | 4  | 10 | 20 | 38 | 74 | −36  | Descendido a J. League Division 2 2007                                             |

 Fuente: J. League Data Site: 2006 J.LEAGUE Division 1 League table
Criterios de clasificación: 1) puntos; 2) diferencia de goles; 3) número de goles marcados; 4) resultados entre los equipos en cuestión.
Notas:
1. ↑  Kawasaki Frontale se clasificó para la Liga de Campeones de la AFC 2007 por ser subcampeón de la J. League Division 1 2006, ya que Urawa Red Diamonds ganó este torneo y la Copa del Emperador 2006. Además, el conjunto de Saitama se encontraba previamente clasificado como vencedor de la Copa del Emperador 2005.

Sistema de puntuación: Victoria = 3 puntos; Empate (E) = 1 punto; Derrota = 0 puntos
|                                        |
|                                        |
| Campeón Urawa Red Diamonds 1.er título |

## J. League 2
El año 2005 vio un nuevo debutante en su categoría, el Ehime FC. La mayoría de equipos realizaron cambios en sus estrategias deportivas y económicas para tratar de lograr el ascenso o mejorar sus resultados, mientras que otros históricos de la J. League como Tokyo Verdy 1969 estaban en decadencia.
Esta edición destacó por la actuación de Yokohama FC como equipo revelación. Sin demasiado presupuesto y con una plantilla plagada de jugadores veteranos e históricos del fútbol nipón como Kazuyoshi Miura, Motohiro Yamaguchi o Shōji Jō, los herederos de los Flügels lograron proclamarse campeones de liga. Por otra parte, los recién descendidos Kashiwa Reysol y Vissel Kobe terminaron en segunda y tercera posición respectivamente, tras varios cambios en su estructura deportiva. En el partido de promoción, Vissel Kobe logró su ascenso al vencer a Avispa Fukuoka.

### Clasificación
| Puesto | Equipo            | Ptos | V  | E  | P  | GF | GC | DG  | Nota                     |
| ------ | ----------------- | ---- | -- | -- | -- | -- | -- | --- | ------------------------ |
| 1      | Yokohama FC       | 93   | 26 | 15 | 7  | 61 | 32 | +29 | Asciende                 |
| 2      | Kashiwa Reysol    | 88   | 27 | 7  | 14 | 84 | 60 | +24 | Asciende                 |
| 3      | Vissel Kobe       | 86   | 25 | 11 | 12 | 78 | 53 | +25 | Promoción J1-J2 Asciende |
| 4      | Sagan Tosu        | 79   | 22 | 13 | 13 | 64 | 49 | +15 |                          |
| 5      | Vegalta Sendai    | 77   | 21 | 14 | 13 | 75 | 43 | +32 |                          |
| 6      | Consadole Sapporo | 72   | 20 | 12 | 16 | 77 | 67 | +10 |                          |
| 7      | Tokyo Verdy 1969  | 71   | 21 | 8  | 19 | 69 | 75 | -6  |                          |
| 8      | Montedio Yamagata | 65   | 17 | 14 | 17 | 68 | 57 | +11 |                          |
| 9      | Ehime FC          | 53   | 14 | 11 | 23 | 51 | 63 | -12 |                          |
| 10     | Mito HollyHock    | 51   | 14 | 9  | 25 | 48 | 69 | -21 |                          |
| 11     | Shonan Bellmare   | 49   | 13 | 10 | 25 | 61 | 87 | -26 |                          |
| 12     | Thespa Kutatsu    | 42   | 9  | 15 | 24 | 54 | 86 | -32 |                          |
| 13     | Tokushima Vortis  | 35   | 8  | 11 | 29 | 43 | 92 | -49 |                          |

Sistema de puntuación: Victoria = 3 puntos; Empate (E) = 1 punto; Derrota = 0 puntos

### Promoción por el ascenso
| 6 de diciembre de 2006 |  | Vissel Kobe    | 0 | - | 0 | Avispa Fukuoka |  | Estadio de las Alas de Kobe |
| 9 de diciembre de 2006 |  | Avispa Fukuoka | 1 | - | 1 | Vissel Kobe    |  | Estadio Hakata no mori      |

Por el valor doble de los goles fuera de casa, Vissel Kobe consigue el ascenso

## Premios

### Individuales
- Jugador más valioso del campeonato: Marcus Tulio Tanaka (Urawa Red Diamonds)
- Máximo goleador: Washington Stecanela Cerqueira (Urawa Red Diamonds) y Magno Alves (Gamba Osaka), 26 goles
- Mejor debutante: Jungo Fujimoto (Shimizu S-Pulse)
- Mejor entrenador: Guido Buchwald (Urawa Red Diamonds)
- Premio al juego limpio: Yuichi Nemoto (FC Tokyo) y Satoru Yamagishi (JEF United Ichihara Chiba)

### Mejor once inicial
| Posición | Futbolista           | Club                      | País              |
| -------- | -------------------- | ------------------------- | ----------------- |
| GK       | Yoshikatsu Kawaguchi | Júbilo Iwata              | Bandera de Japón  |
| DF       | Marcus Tulio Tanaka  | Urawa Red Diamonds        | Bandera de Japón  |
| DF       | Satoshi Yamaguchi    | Gamba Osaka               | Bandera de Japón  |
| DF       | Akira Kaji           | Gamba Osaka               | Bandera de Japón  |
| MF       | Keita Suzuki         | Urawa Red Diamonds        | Bandera de Japón  |
| MF       | Yuki Abe             | JEF United Ichihara Chiba | Bandera de Japón  |
| MF       | Kengo Nakamura       | Kawasaki Frontale         | Bandera de Japón  |
| MF       | Hiroyuki Taniguchi   | Kawasaki Frontale         | Bandera de Japón  |
| MF       | Yasuhito Endō        | Gamba Osaka               | Bandera de Japón  |
| FW       | Washington           | Urawa Red Diamonds        | Bandera de Brasil |
| FW       | Magno Alves          | Gamba Osaka               | Bandera de Brasil |